# Julia Degan
Julia Degan (* 19. Januar 1981) ist eine australische Langstreckenläuferin.

## Karriere
Eine neue persönliche Bestmarke im Marathon lief sie am 12. Oktober 2014 in Melbourne. Sie benötigte dafür 2:43:52 h. Am 30. August 2015 lief sie bei den Leichtathletik-Weltmeisterschaften in Peking den Marathon, wofür sie 2:49:26 h benötigte.

## Persönliche Bestleistung
- Marathon: 2:43:52 h, 12. Oktober 2014, Melbourne-Marathon